# Spatulosia malgassica
Spatulosia malgassica là một loài bướm đêm thuộc phân họ Arctiinae, họ Erebidae.